# Кодована апертура

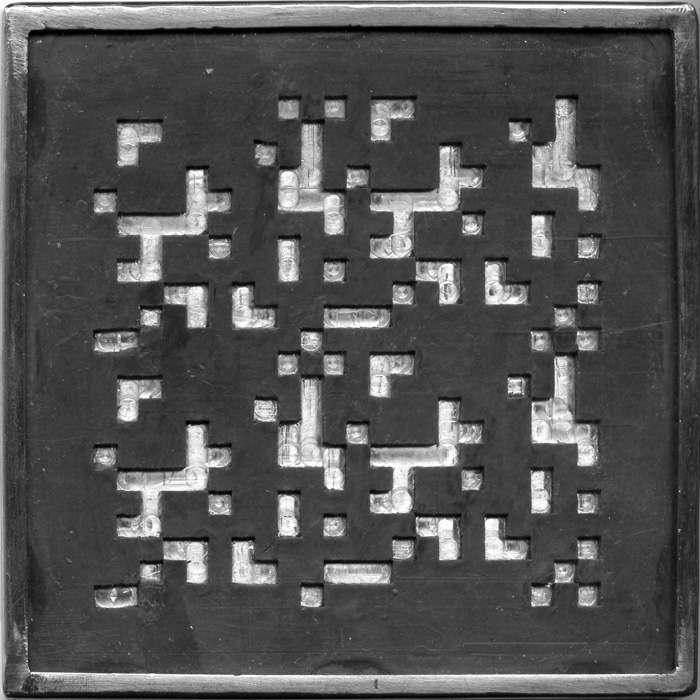
Кодована апертурна маска для гамма-камери (для SPECT)

Кодована апертура (англ. coded aperture) — це сітки, решітки або інші візерунки з матеріалів, непрозорих для різних довжин хвиль електромагнітного випромінювання. Найчастіше цей метод застосовують для випромінювання високої енергії, такого як рентгенівське та гамма-промені. Закодована «тінь» кидається на площину шляхом блокування випромінювання за відомою схемою. Властивості первісних джерел випромінювання можна потім математично реконструювати за цією тінню. Кодовані отвори використовуються в рентгенівських і гамма-променевих приладах, оскільки ці високоенергетичні промені не можуть бути сфокусовані за допомогою лінз або дзеркал, які працюють для видимого світла.

## Принцип роботи

Спрощений принцип роботи маски з гексагональною кодованою апертурою HURA, що використовується в приладі SPI космічного телескопа INTEGRAL

На оптичних довжинах хвиль зображення зазвичай отримують за допомогою лінз і дзеркал. Однак жорстке рентгенівське та γ-випромінювання занадто високоенергетичні, щоб відбиватися або заломлюватися, і вони просто проходять через лінзи та дзеркала оптичних телескопів. Тому замість цього часто використовується модуляція зображення апертурою. Камера-обскура є найпростішою формою такої модуляції зображення, але її недоліком є низька пропускна здатність, оскільки її мала апертура пропускає мало випромінювання. Лише незначна частка світла проходить через отвір, що спричиняє низьке співвідношення сигнал/шум. Щоб вирішити цю проблему, маска може містити багато отворів, укладених у певний візерунок. Кілька масок на різних відстанях від детектора додають цьому інструменту гнучкості. Зокрема, модуляційний коліматор, винайдений Мінору Ода, був використаний для ідентифікації першого космічного джерела рентгенівського випромінювання і, таким чином, у 1965 році започаткував нову галузь рентгенівської астрономії.
У кодованій апертурі, складнішій за камеру-обскуру, зображення з кількох отворів перекриваються на масиві детекторів. Таким чином, необхідно використовувати обчислювальний алгоритм (який залежить від точної конфігурації матриць апертур) для реконструкції вихідного зображення. Таким чином можна отримати чітке зображення без лінз. Зображення зчитується з цілого масиву датчиків і тому нечутливе до несправностей окремих датчиків. Така конструкція приймає більше фонового випромінювання, ніж фокусуюча оптика (наприклад, телескоп-рефрактор або рефлектор), і тому зазвичай не підходить для тих довжин хвиль, де фокусуюча оптика застосовна.
Техніка зображення з кодованою апертурою стала однією з перших форм обчислювальної фотографії. Вона близько споріднена з астрономічною інтерферометрією. Апертурне кодування вперше було представлено Ейблсом і Діккі, а пізніше його популяризували інші публікації.

## Відомі види масок
Різні конструкції масок демонструють різні роздільну здатність, чутливість, виключення фонового шуму, а також простоту обчислень, неоднозначність і простоту створення.
- FZP (Fresnel Zone Plate) — пластина зони Френеля
- ORA (Optimized RAndom pattern) — оптимізований випадковий шаблон
- URA (Uniformly Redundant Array) — рівномірно надлишковий масив
- HURA (Hexagonal Uniformly Redundant Array) — шестикутний рівномірно надлишковий масив[4]
- MURA (Modified Uniformly Redundant Array) — модифікований рівномірно надлишковий масив[en]
- Левін[5]

## Космічні телескопи з кодованою апертурою
- Рентгенівський телескоп Spacelab-2 — XRT (1985)
- RXTE[en] — ASM (1995—2012)
- BeppoSAX — ширококутна камера (1996—2002)
- INTEGRAL — IBIS та SPI (2002)
- Swift — BAT (2004)
- Ultra-Fast Flash Observatory Pathfinder[en] (2016) і UFFO-100 (її наступне покоління)[6]
- Astrosat — CZTI (2015)
- SVOM — ECLAIRs (2024)
- Місії SAS-3[en] і RHESSI виявляють випромінювання на основі комбінації масок і модуляції обертання[en]